# Pram (Band)
Pram ist eine Musikgruppe, die 1990 in der Balsall-Heath-/Moseley-Region von Birmingham, England gegründet wurde.
Ursprünglich aus Yorkshire, gingen Rosie Cuckston und Matt Eaton zusammen zur Schule. Gemeinsam mit dem Schlagzeuger Andy Weir zogen die drei in den späten 1980er Jahren nach Birmingham. Ein zufälliges Aufeinandertreffen von Rosie Cuckston und Sam Owen bei einem Singleabend in einem lokalen Supermarkt gab das Startsignal für diese eigenwillige Band. Unter dem Namen Hole begannen sie 1988 mit ersten Auftritten. Die einzigen Klangquellen stellten ihre Stimmen und ein selbstgebautes Theremin dar. Später kam Multi-Instrumentalist Matt Eaton dazu. Keyboard- und Samplerspieler Max Simpson erweiterte die Band, in der Sam Owen Bass spielt und Andy Weir am Schlagzeug sitzt.
Mit ihrer selbst produzierten ersten Veröffentlichung Gash erregten sie die Aufmerksamkeit von Too Pure Records, ein Label, das bereits Künstler wie Stereolab, Mouse on Mars und P. J. Harvey unter Vertrag hatte und veröffentlichten dort zwischen 1993 und 1995 mehrere Alben und EPs.

## Diskografie
Alben
- 1992: Gash (Mini-LP, CD-Wiederveröffentlichung mit Extramaterial 1997)
- 1993: The Stars Are So Big, The Earth Is So Small... Stay As You Are
- 1994: Helium
- 1995: Sargasso Sea
- 1998: North Pole Radio Station
- 2000: The Museum of Imaginary Animals
- 2003: Dark Island
- 2007: The Moving Frontier
- 2018: Across the Meridian